# A la Nació
A la Nació (en l'original castellà, "A la Nacion") és un manifest del militar carlí Ramon Cabrera de l'any 1875, durant la Tercera Guerra Carlina.
Imprès en un sol full de paper, A la Nació va ser escrit a París l'11 de març de 1875. La intenció del General Cabrera era establir negociacions amb el govern d'Espanya en la seva tercera proclamació, reconeixent per rei legítim Alfons XII després que el 29 de desembre de 1874 es va produir la restauració de la monarquia en pronunciar-se el general segovià Martínez-Campos a Sagunt.
El manifest es considera un reflex del patriotisme de Cabrera, del seu punt de vista religiós i de la seva tendència al retorn a una Espanya amb principis monàrquics, i una gran idea d'Unitat.